# فك التشفير العصبي
فك التشفير العصبي هي عملية حث المعرفة في موضوع ما عن طريق زيادة التنشيط العصبي في مناطق محددة مسبقًا في الدماغ، مثل القشرة البصرية. يتم تحقيق ذلك عن طريق قياس النشاط العصبي في هذه المناطق عن طريق التصوير بالرنين المغناطيسي الوظيفي، ومقارنة ذلك بالنمط المثالي للتنشيط العصبي في هذه المناطق (للغرض المقصود)، وإعطاء الأشخاص ملاحظات حول مدى اقتراب نمطهم الحالي من العصب. النشاط هو النمط المثالي. بدون معرفة صريحة بما يفترض أن يفعلوه أو يفكروا فيه، يتعلم المشاركون بمرور الوقت تحفيز هذا النمط المثالي من التنشيط العصبي. بالتوافق مع هذا، وُجد أن معرفتهم أو طريقة تفكيرهم تتغير وفقًا لذلك.
أظهرت التجارب التي أجريت في عام 2011 في جامعة بوسطن ومختبرات علم الأعصاب الحسابية في كيوتو، اليابان أن المتطوعين كانوا قادرين على حل الألغاز البصرية المعقدة التي لم يتعرضوا لها من قبل. فعلوا ذلك من خلال تلقي أنماط الدماغ من المتطوعين الآخرين الذين تعلموا بالفعل حل الألغاز من خلال طرق التجربة والخطأ.
البحث له آثار بعيدة المدى لعلاج المرضى الذين يعانون من صعوبات التعلم المختلفة، والأمراض العقلية، ومشاكل الذاكرة، وضعف الوظائف الحركية.

## روابط خارجية
- National Science Foundation: Vision Scientists Demonstrate Innovative Learning Method
- Science Magazine: Perceptual Learning Incepted by Decoded fMRI Neurofeedback Without Stimulus Presentation